# Darius Twin
Darius Twin (ダライアスツイン Daraiasu Tsuin?) es un videojuego de matamarcianos con scroll horizontal publicado por Taito, originalmente para Super Nintendo, en 1991. Es la parte de la serie de matamarcianos Darius. Fue reeditado para la Consola Virtual de Wii en Japón el 13 de abril de 2010 y en América del Norte el 13 de diciembre de 2010.

## Argumento
Algún tiempo después de los hechos de Darius II, Proco y Tiat se dieron cuenta de lo lejos que Belsar (que en ese entonces era nombrado a Belser) se había internado en el espacio y se apresuraron a regresar a Orga con la esperanza de advertir a la población. Sin embargo, los aliados de Belsar tuvieron tiempo suficiente para reagruparse, extenderse más allá de Darius y comenzar la invasión de Orga. Una vez más, Proco y Tiat se apresuran a lanzarse a la batalla.

## Jugabilidad
Aunque similar a las entregas de Darius para arcade, Darius Twin presentó características de juego un poco diferentes, sobre todo en los potenciadores. Los jugadores recogían potenciadores de arma y escudo de enemigos de forma cuadrada que se acercaban al jugador por delante y por detrás, pero una vez el jugador perdía una nave tras recoger una cierta cantidad de potenciadores, las mejoras obtenidas se conservaban en la siguiente nave, pero no se recarga el escudo. Los jugadores 1 y 2 podían tener sus propias cantidades separadas de naves, pero no había continuaciones en el juego. 
El juego contiene cinco clases de potenciadores diferenciados por su color. El ítem de color rosa mejora el arma principal; el verde, las armas laterales; el azul regenera y/o mejora el escudo de fuerza; el naranja da una vida extra y el amarillo destruye todos los enemigos en pantalla. En dos puntos del juego, el jugador puede encontrar un potenciador rojo con un propósito especial. Cambia el estilo de disparo del arma principal entre el observado en Darius y Darius II.
Esta entrega es bastante limitada en cuanto a zonas se encuentran disponibles, siendo la 3.ª y la última etapa que tiene zonas únicas. La última zona activa uno de los 5 posibles finales, 4 de ellas se activan destruyendo a Super Alloy Lantern y completando otros requisitos.

## Serie
1. Darius, Arcade (1986)
2. Darius II, Arcade (1989)
3. Darius Twin, SNES (1991)
4. Darius Force/Super Nova, SNES (1993)
5. Darius Gaiden, Arcade (1994)
6. G-Darius, Arcade (1997)
7. Dariusburst, PSP (2009), Arcade (2010)